# Гершел (острів)
Гершел (англ. Herschel Island; французька Île d'Herschel; Інувіалуктун Qikiqtaruk) — острів, найпівнічніша точка території Юкон у Канаді. Нині безлюдний (2012).

## Географія
Розташований у морі Бофорта в Північному Льодовитому океані трохи на північ від 69-ї паралелі за 2 км від материкової частини території. Довжина острова становить 14,5 км, ширина — 8 км, а висота над рівнем моря — 183 м. Місцеві жителі називають острів kee keek ta ruk або Qi kiq daryuk, що означає «це острів».
З листопада до липня острів укритий льодом. За 90 км від острова лежать вічні льоди, які дрейфують за годинниковою стрілкою через течії в морі Бофорта. Бухта Паулін на південно-східній частині острова — єдиний порт, що охороняється, від Аляски до дельти річки Маккензі в Північно-західних територіях. Бухта захищена від північного вітру та льодовиків і досить глибока, щоб приймати сучасні океанічні судна.

## Історія

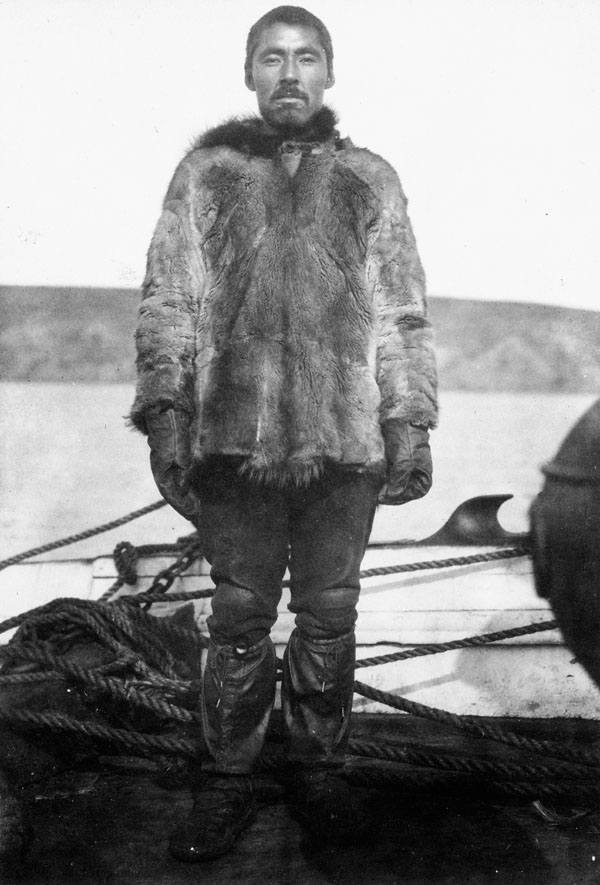
Китобій з острова Гершел, 1889 рік

1826 року експедиція Джона Франкліна виявила острів та його мешканців. Франклін назвав острів на честь свого друга Джона Гершеля, англійського вченого. На острові був китобійний центр, поліційне управління, англіканська місія, але з цього нічого не збереглося.
На острові розташовано 13 місць археологічних розкопок, які є історичними місцями Канади. Нині острів є територіальним парком Юкону Гершел-Айленд—Квікіктарук.